# Swish

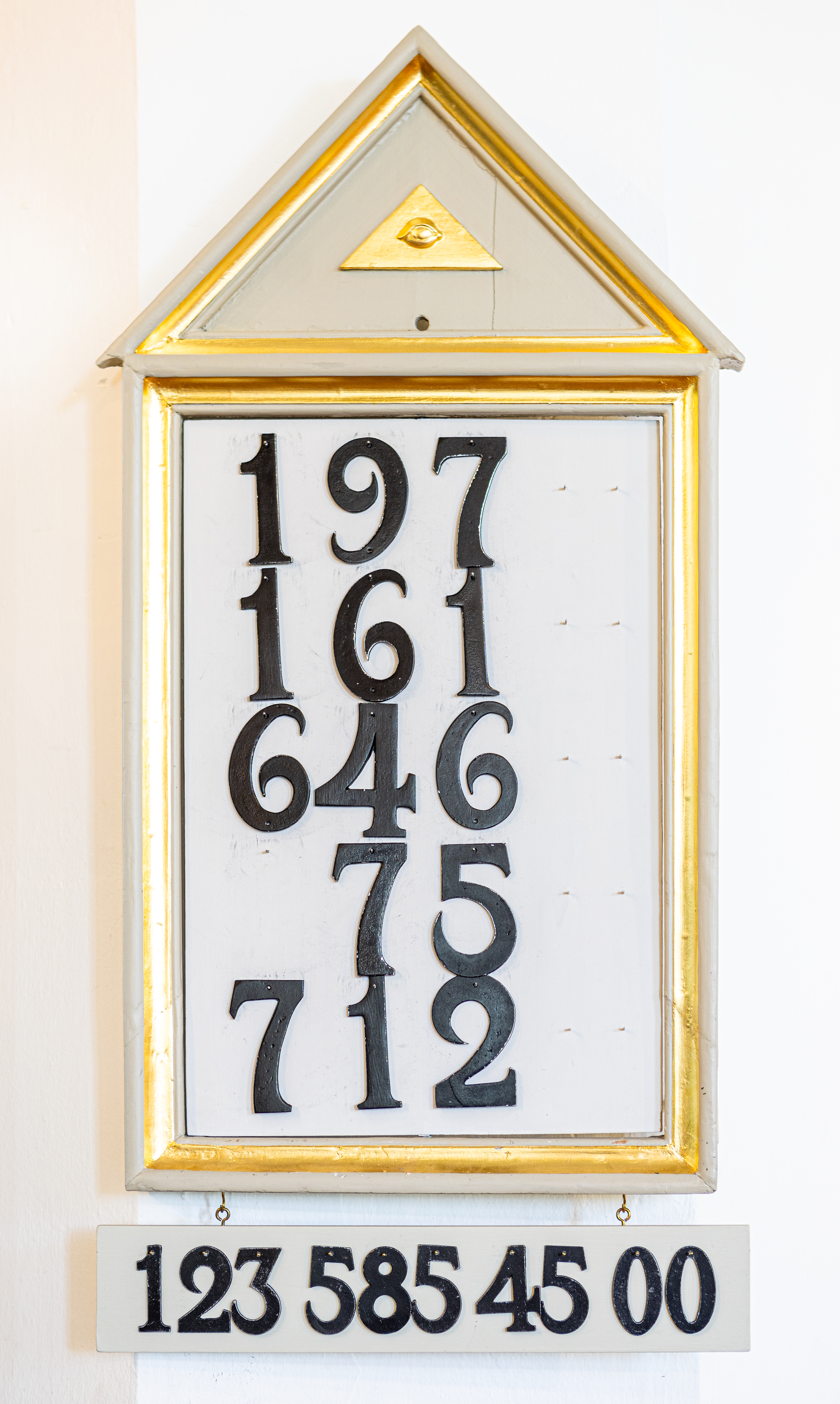
Psalmtavla i en kyrka med tilläggstavla för swishnummer till kollekt.

Swish (uttalas /swɪʂː/ eller /svɪʂː/) är en mobilapplikation för överföring av pengar inom Sverige, vilken lanserades i december 2012 av Getswish AB. Applikationen möjliggör omedelbara betalningar mellan bankkonton genom till kontonummer kopplade mobilnummer.
Getswish AB ägs av de sex bankerna Danske Bank i Sverige, Handelsbanken, Länsförsäkringar Bank, Nordea, SEB och Swedbank.  Förutom ägarna erbjuder även Skandiabanken, Ica Banken, Sparbanken Syd, Ålandsbanken, Marginalen Bank, Lunar och Svea Bank Swish.   
I augusti 2024 hade Swish 8,5 miljoner privatanvändare och cirka 300 000 företagsanvändare. Mellan 2022 och 2023 hade de en tillväxt på 18 procent i Swish för handel.

## Beskrivning

### Mobilapplikationens funktion
Mobilapplikationen finns tillgänglig för plattformarna Android och IOS. Banker som vill erbjuda tjänsten Swish måste först ansluta sig till Bankgirots betalsystem Betalningar i Realtid. Koppling mellan kundernas telefonnummer och bankkonto registreras via internetbank direkt via bankens mobilapp.
För att kunna skicka pengar med Swish måste mobilen ha appen för mobilt bank-id installerad. Större belopp på över cirka 10 000 och ibland över 100 000 kan betalas via Swish om överföringen förhandsregistrerats i internetbanken. Även utländska mobiler kan användas för Swishbetalningar om den anslutna banken accepterar det, men ägaren måste ha svenskt bankkonto med internetbank. Det går bara att ansluta ett mobilnummer per bankkonto och ett bankkonto per mobil. Minimiålder varierar per bank. Swish fanns först endast för betalningar mellan privatpersoner, men efter vidareutveckling blev det även möjligt under 2014 för företag, föreningar och organisationer att få ett eget Swish-nummer. Deras nummer börjar med 123 följt av ett sjusiffrigt nummer, och är direkt kopplat till ett bankkonto. Man kan även betala med Swish genom att läsa av en QR-kod som även kan innehålla belopp.
För den som har en mobiltelefon som inte kör Android eller IOS, eller inte vill installera appen, går det att ta emot pengar. Telefonnumret måste registreras via Internetbanken.
Betalningar loggas med information om belopp, transaktionsreferens, mottagarens telefonnummer och meddelande som eventuellt skickats. Vid inaktivitet loggas användaren ut automatiskt.
Många detaljer om avgifter, åldersgränser, registrering, beloppsgränser och andra regler bestäms av varje deltagande bank gentemot sina kunder. Detta görs delvis för upprätthålla konkurrens och att undvika kritik mot monopol.
Under våren 2020 infördes en funktion för att skicka betalningsförfrågningar. Funktionen gör det möjligt för en användare att "be om pengar" från en annan person direkt i appen. Mottagaren får då förfrågan i sin händelselista och kan godkänna eller avvisa betalningen utan att manuellt behöva skriva in mottagarens nummer och belopp.

### Kompatibla plattformar
Vid lanseringen i december 2012 fanns Swish endast för Android och IOS, och i slutet av 2013 lanserades även en version för Windows Phone. För att kunna utföra betalningar via appen krävs som säkerhetsåtgärd en inloggning via mobilt bank-id. På grund av att bank-id slutat stödja Windows Phone är Swish sedan januari 2019 inte längre kompatibelt med Windows Phone.

### Statistik
- Under 2023 swishades det 1 miljard gånger[15]
- Swish har cirka 8,5 miljoner privatanvändare och 300 000 anslutna företag augusti 2024[6]
- Swish används idag av nära 9 av 10 svenskar.[16]
- 93 procent av användarna skickar eller tar emot en betalning varje månad.[17]
- Rekord på över 100 miljoner betalningar i Maj 2025[18]

### Företag
Från sommaren 2014 har företag kunnat ta emot pengar via Swish. Det är tänkt att småföretagare och föreningar och liknande ska kunna göra detta. De får ett särskilt nummer som börjar på 123. Företag som mer rutinmässigt tar emot betalningar och har kassaapparat antas använda kortbetalningar såsom tidigare. Redan innan det hade en del föreningar tagit emot Swish genom att använda en persons mobilnummer och bankkonto. En QR-kod-lösning som ger bekvämare inmatning av numret infördes 2017.
I början av 2016 infördes Swish på prov för betalningar av köp i nätbutiker, men detta försök avbröts på grund av tekniska problem. Tjänsten sattes i drift i full skala i slutet av januari 2017. Detta blev snabbt populärt. Tjänsten har högre säkerhet än kontokort och fungerar utan att man behöver ta med sig en bankdosa.
Under våren 2024 lanserade Swish en tjänst för självskanning, som gör det möjligt för kunder att skanna och betala sina varor direkt i Swish-appen. Tjänsten tillhandahålls till handlare via återförsäljare av kassasystem. I mars 2025 meddelades att kassaleverantören Cash IT blivit en av dessa återförsäljare.

### Ansvar vid felaktig betalning
Misstag vid inmatningen av numret kan ge betalning till fel mottagare. Namnet på numrets ägare visas visserligen innan betalningen bekräftas och signeras, men det händer att användare som har bråttom inte uppfattar sitt misstag. 
Det finns flera rättsfall där någon av misstag har swishat till fel mottagare, som har vägrat att betala tillbaka trots omedelbar anmodan och uppvisade bankutdrag, och trots att lång tid har gått. Det har nästan alltid slutat med att betalningsmottagaren har fått dagsböter för olovligt förfogande.

### Säkerhet
Det har förekommit att bedragare har lurat personer att skicka pengar till fel swish-nummer och att rånare har tvingat sina brottsoffer att swisha dem. Möjligheter till att komma över stora belopp på det viset är mer begränsade än vid andra bank-id-baserade bedrägerier, eftersom många bankkunder har en beloppsgräns på sitt swishkonto. Det är i allmänhet lätt att ta reda på bedragarens identitet eller bankkonto vid swish-bedrägerier. De som använder Swish vid rån eller bedrägerier har ofta en målvakt, det vill säga en person som tar på sig ansvaret mot ersättning, eller blivit lurad till det, eller fått mobilt bank-id kapat.
Potentiellt kan en swish-användare lura någon att en swish-betalning är genomförd genom att visa upp en swish-liknande grön skärmbild på mobilen, om betalningsmottagaren inte kontrollerar sitt bankkonto eller sin swish-app. 
Den tekniska säkerheten bygger på säkerheten hos mobilt bank-id. Lösenord skickas krypterat och lagras inte i telefonen. Krypteringen baseras på att en TLS-certifikatfil lagras i telefonens minne, och filen fungerar i allmänhet inte om den kopieras till andra enheter. Byter man telefon måste man därför beställa en ny certifikatfil, vilket kräver att man loggar in på banken med bankdosa eller kodkort. Det förekommer att bedragare har sett det relativt korta lösenordet (fyra siffror) slås in och sedan använt det,[källa behövs] men det kräver att bedragaren lånar eller stjäl telefonen, och känner till brottsoffrets personnummer. Det är teoretiskt möjligt att bedragaren kan använda en trojan eller ett fjärrstyrningsprogram som har installerats i telefonen för att spionera  på skärmoperationerna och snappa upp lösenordet, samt ta över kontrollen över swish- och bank-id-apparna, vilket såvitt känt inte har hänt. Användandet av fjärrstyrning försvåras av att i Android är skärmdumpar av bankappar förhindrat som standard. Eftersom mobilt bank-id använder ett eget skärmtangentbord (inte något standardiserat som skulle kunna bytas ut) så fungerar inte en konventionell key-logger för att ta reda på lösenordet. Dessutom har de flesta smarttelefoner en spärr mot installation av program från andra källor än App Store eller Google Play, t.ex. installation av en trojan från en länk i inkommande e-post.
Mobilt bank-id har hos vissa banker varit ganska lätta att kapa genom att en bedragare ringer och låtsas vara banktjänsteman och få personer att logga in på mobilt bank-id utan att ifrågasätta vad de godkänner. Hos vissa banker kunde man nämligen utfärda mobilt bank-id till ytterligare telefoner via mobilt bank-id, eftersom de inte ville bekosta bankdosor till vanliga kunder. Dessa bedrägerier försvann i huvudsak när QR-kod infördes i mobilt bank-id

#### Kontroverser
Många som bor och arbetar i Sverige och har lönekonto och bankkort hos en svensk bank, saknar svenskt personnummer och har istället samordningsnummer. De är utestängda från Swish eftersom Swish, (till skillnad från motsvarande norska och danska varianter där motsvarigheten till samordningsnummer går bra) kräver personnummer. Det beror på att mobilt bank-id kräver personnummer. Man kan däremot heller inte få den danska motsvarighet Mobilepay om man endast har ett administrativt CPR-nummer, exempelvis som "bropendlare" .
Swishtjänsten kan utnyttjas för att kostnadsfritt ta reda på namnet hos personen bakom ett telefonnummer även om personen har hemligt telefonnummer hos teleoperatören och nummerupplysningen – om personen har registrerat sitt nummer som Swishmottagare. Även om en swishanvändare har skyddad identitet har SEB valt att röja namnet för motparten, för att inte riskera att pengarna når fel person om man slår fel nummer.

##### Avgifter
Det har förekommit att ideella organisationer har förlorat pengar när ett stort antal små Swishbetalningar har gjorts till dem i syfte att sabotera organisationens verksamhet, eftersom minsta möjliga belopp som kan swishas (av de flesta banker satt till 1 SEK) är lägre än den avgift per swishbetalning som organisationen måste betala (cirka 2 SEK). Bankerna har i en del sådana fall efterskänkt avgifter för att kompensera mottagarna och undvika sådana sabotagekampanjer framöver.
Det förekommer att stalkers använder Swish för att skicka oönskade meddelanden till personer som blockerat vanliga samtal och SMS från aktuell avsändare, detta genom att swisha små belopp med meddelandena. Från och med 2019 kan man blockera Swish-nummer i appen och kan därför slippa dessa oönskade swish ”SMS”. 
Swish kritiserades i november 2019 av polisen och SVT för att inte ha banktillstånd hos Finansinspektionen. Det anses formellt inte behövas eftersom Swish inte har egna konton och därmed inte anses vara en bank, men kontroll av penningtvätt kan försvåras när bankerna inte ser allt i transaktionerna och Swish själva inte förväntas rapportera misstänkta transaktioner.
Under 2021–2022 har det börjar förekomma att kunder vid köp i butik använder falska Swish-appar som visar en sida liknande bekräftelsesidan. Det har fått butiker att bli tveksamma till Swish.

## Motsvarigheter i olika länder

### Afrika
- M-Pesa finns i Kenya.

### Amerika
- Pix finns i Brasilien.
- Inom USA har Paypal tjänsten Venmo för gratis överföring mellan privatpersoner. Från början av 2018 kan dessa överföringar genomföras utan fördröjning mot avgift, annars tar överföringen några dagar att genomföra. Den hade 12 miljarder USD i överföringsvolym under det första kvartalet 2018 och stark tillväxt.[43]   I USA finns även Zelle som konkurrerar med PayPal och dess betaltjänst Venmo.[44]

### Asien
- Unified Payments Interface (UPI) är ett omedelbart betalningssystem i realtid som utvecklats av National Payments Corporation i Indien och som underlättar transaktioner mellan bankerna. Gränssnittet regleras av Indiens centralbank (RBI) och fungerar genom att omedelbart överföra medel mellan två bankkonton på en mobil plattform. UPI är byggd över Immediate Payment Service (IMPS) för överföring av medel. Det är ett digitalt betalningssystem som är tillgängligt dygnet runt inklusive allmänna helgdagar. Till skillnad från Swish tillåter UPI flera bankkonton att kopplas till ett ID.

### Europa

#### EU
- I Danmark och Finland finns Mobilepay som lanserades 2013 resp 2015. Den är mycket populär i Danmark, med 3 miljoner användare,[45] mindre använd i Finland. Man kan betala till personer, butiker och nätbutiker. Man behöver danskt personnummer, danskt mobilnummer och danskt bankkonto med kontokort, eller finska motsvarigheter. Den är ledande i Finland, men var med 1,4 miljoner användare i början av 2020 långt ifrån svenska siffror.[46]
- I Finland lanserades den konkurrerande tjänsten Siirto av några stora banker år 2017.[47] Den hade 1,0 miljoner användare i mitten av 2020.
- Blik finns i Polen.
- Bizum finns i Spanien.

- EU:s betalnings- och banköverföringssystem i euro, SEPA, utökades i november 2017 med en funktion för sekundsnabba betalningar. Det förväntas inom något år finnas mobilapplikationer i flera euroländer för snabba betalningar till mobiltelefonnummer baserat på denna funktion. I början av 2019 startades sekundsnabba betalningar i Nederländerna, vilket snabbt blev mycket använt.[48]

#### Övriga Europa
- I Norge finns tjänsten Vipps. Den lanserades 2015. Den har blivit populär med 3 miljoner användare 2018. Mindre belopp kan skickas med endast lösenord, större med bank-id-app. Man kan betala till den (med norskt mobilnummer) som inte har registrerat sig, som då får ett SMS med uppmaning att registrera sig för att få pengarna. Betalningar dras från antingen ett konto eller kontokort, beroende på ens bank. Man behöver norskt personnummer eller D-nummer, norskt mobilnummer och norskt bankkonto med kontokort. Tidigare fanns också Mobilepay i Norge (från 2015) men den lades ned i Norge 2018 efter att Vipps tagit ledningen).
- I Schweiz finns sedan 2017 Twint, som är ett samarbete mellan banker i landet. Twint har från början satsat på att företag ska kunna ta emot betalningar via appen. Det var 1,7 miljoner användare i september 2019.[49]
- I Storbritannien har Paym funnits sedan 2014. Den hade 4 miljoner registrerade användare 2018,  Tjänsten finns parallellt med Barclays Pingit och liknande tjänster från andra banker.

### Nationsövergripande
- År 2019 offentliggjordes ett samarbete mellan Swish, Vipps, Mobilepay, Twint och några fler system, med målet att betalningar mellan systemen ska fungera.[50]